# Reola
Reola (tyska: Rewold) är en by (estniska: küla) i  Ülenurme kommun i landskapet Tartumaa i södra Estland. Byn ligger vid vägskälet där Riksväg 61 utgår från Riksväg 2 (Europaväg 263), ca tio kilometer söderut från Tartu. Järnvägen mellan Tartu och Petseri samt ån Porijõgi passerar genom byns område.
Det estniska bryggeriet A. Le Coq har en produktionsanläggning i byn.
I kyrkligt hänseende hör byn till Kambja församling inom den Estniska evangelisk-lutherska kyrkan.

## Galleri

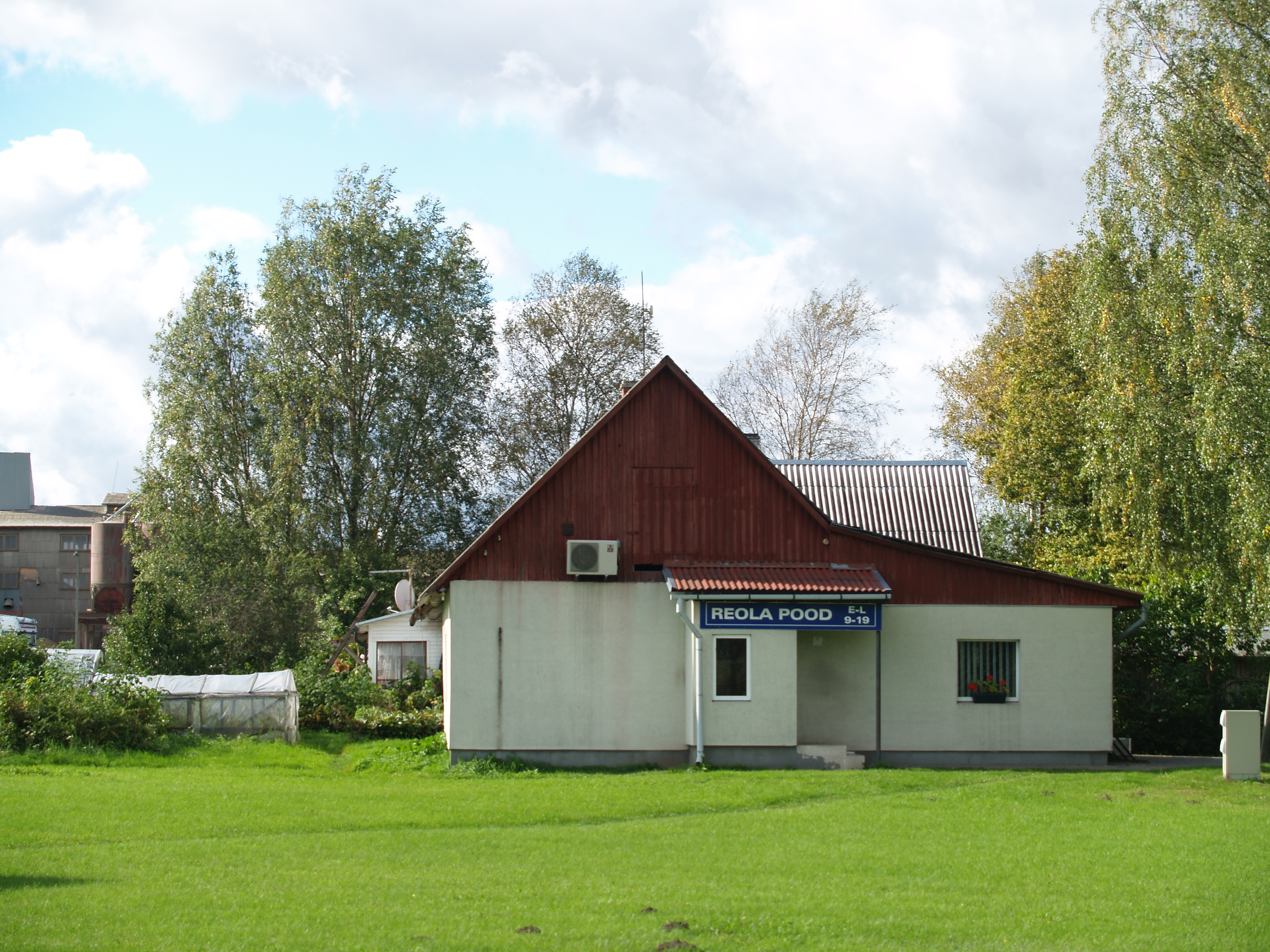
Reola butik
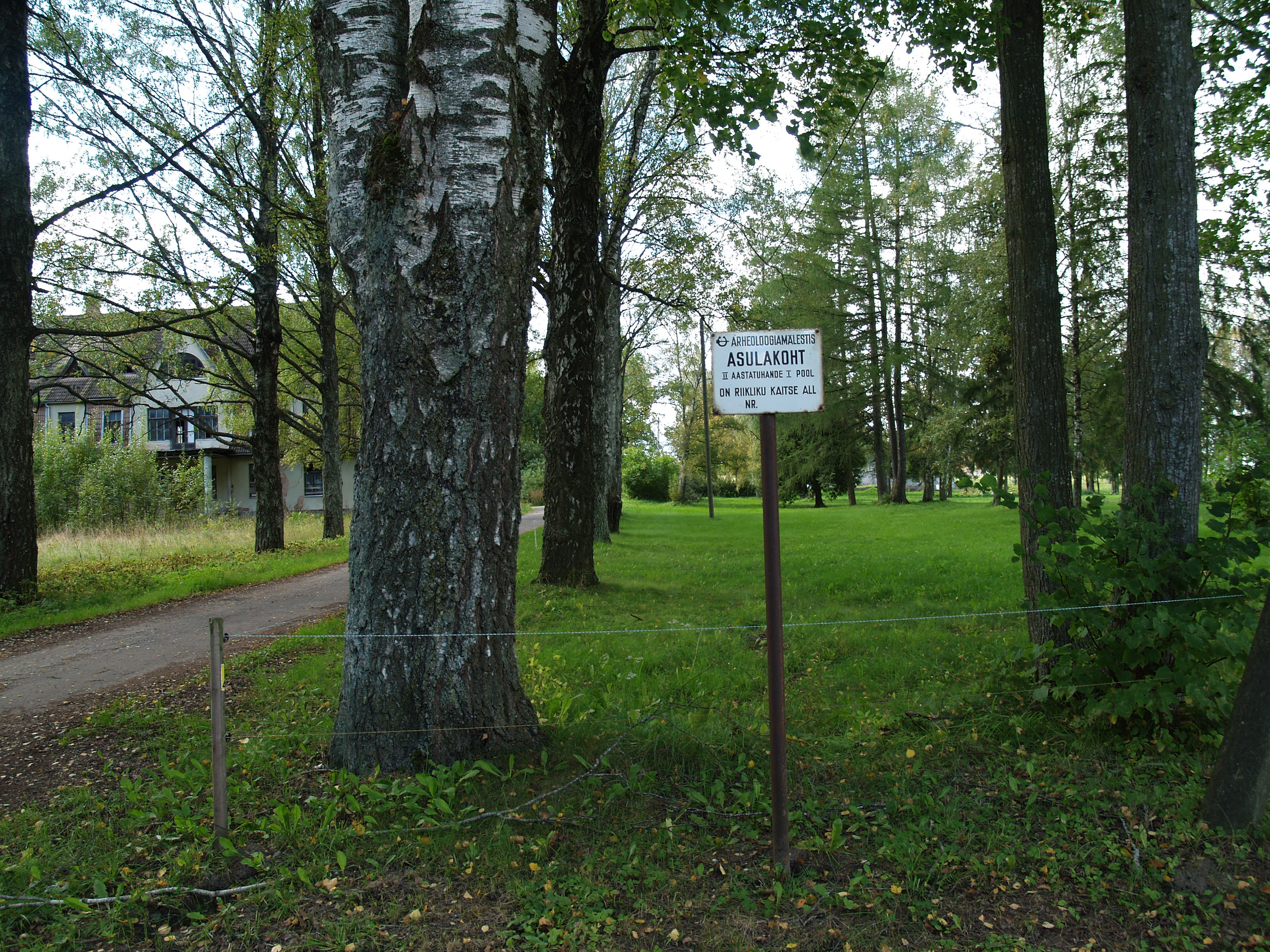
Reola arkeologiska lokal.
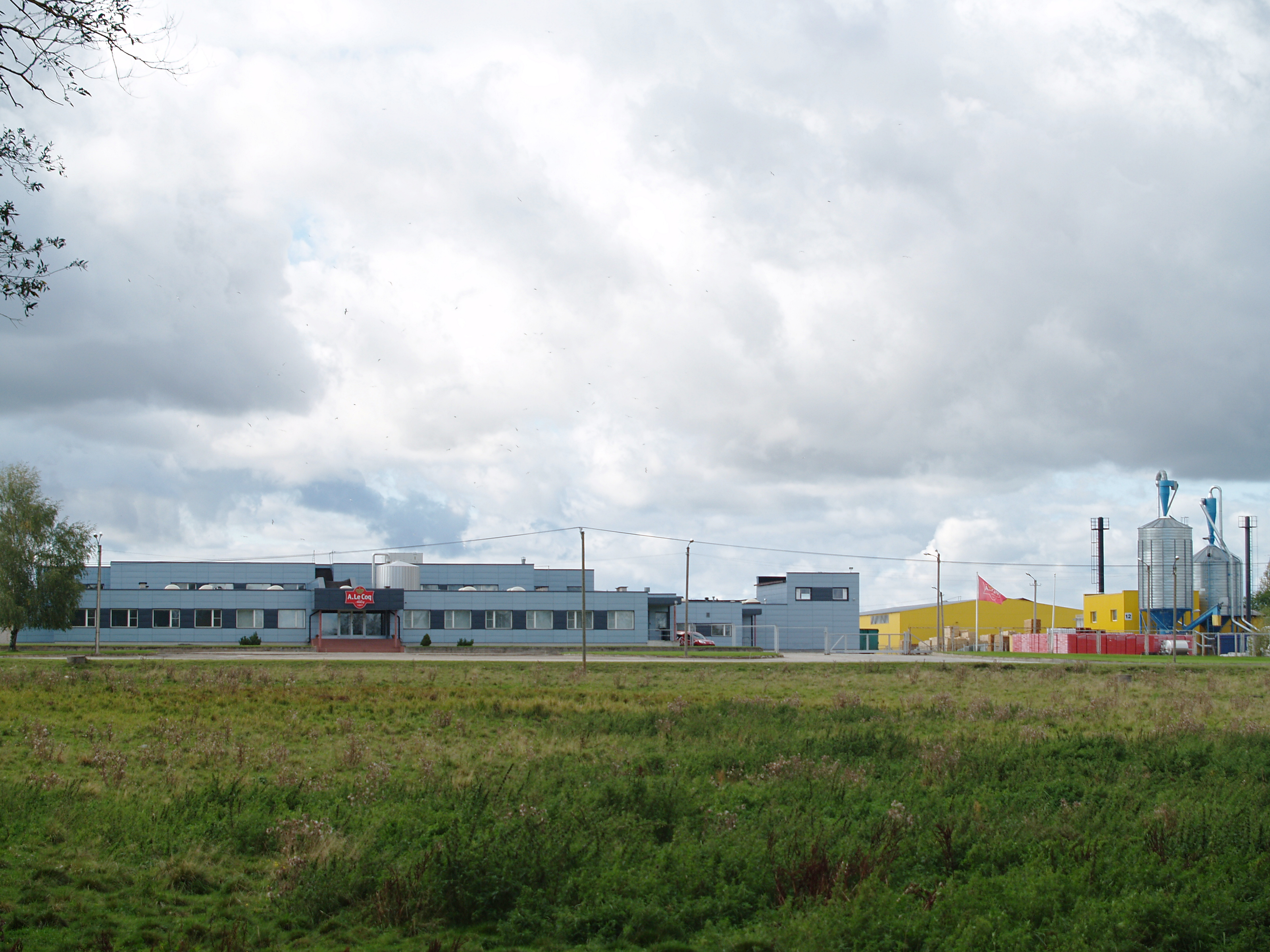
Bryggeriet A. Le Coqs produktionsanläggning i Reola.